# Aston George Taylor Jr.
Aston George Taylor Jr, född 5 augusti 1967 i Bronx i New York, mer känd som Funkmaster Flex är en amerikansk hiphop-DJ, sångare, rappare, musiker och producent på New Yorks Hot 97 radiostation. Enligt The Rough Guide to Hip-Hop "en av de största aktörerna i spelet." Han spelar hiphop, R&B, old school, back in the day, 80-tal, reggae, dancehall och reggaeton. Aston spelar musiken i datorspelen ESPN NFL 2K5 och Grand Theft Auto IV: The Lost and Damned.

## Utmärkelser
- 2009  Urban Music Awards, Best DJ: (Vinnare)

## Diskografi
- The Mix Tape Volume 1: 60 Minutes of Funk (1995)
- The Mix Tape Volume 2: 60 Minutes of Funk (1997) (Gold)
- The Mix Tape Volume 3: 60 Minutes of Funk, The Final Chapter (1998) (Gold)
- The Tunnel (album)|The Tunnel (collaboration with Big Kap) (1999) (Gold)
- Vibe Hits, Vol. 1 (2000)
- The Mix Tape Volume 4: 60 Minutes of Funk (2000) (Gold)
- The Mix Tape Volume 5: 60 Minutes of Funk (2002)
- My Lifestyle (2002)
- Funkmaster Flex Car Show Tour (2005)

Singlar:
- Let Me Clear My Throat (with DJ Kool)